# Saint-Martin-de-Sescas
Saint-Martin-de-Sescas – miejscowość i gmina we Francji, w regionie Nowa Akwitania, w departamencie Żyronda.
Według danych na rok 1990 gminę zamieszkiwało 426 osób, a gęstość zaludnienia wynosiła 52 osób/km² (wśród 2290 gmin Akwitanii Saint-Martin-de-Sescas plasuje się na 770. miejscu pod względem liczby ludności, natomiast pod względem powierzchni na miejscu 1190.).